# Joakim Lundell
Joakim Alexander Lundell, ogift Berg, ursprungligen Karlsson, född 9 oktober 1985 i Vadstena, Östergötlands län, är en svensk artist, formatskapare, regissör, programledare, författare, Youtube-profil och influerare. Han har tidigare använt artistnamnet Jockiboi. Tillsammans med sin hustru Jonna Lundell driver han Youtube-kanalen Familjen Lundell vilken är en av de största svenskspråkiga kanalerna. Efter en strulig uppväxt med bland annat kriminalitet och hemlöshet blev Lundell 2010 känd som "Jockiboi" både på sin blogg och i realityserien Kungarna av Tylösand. I början av 2010-talet uppmärksammades han som Youtube-profil och har vunnit flera priser på Guldtuben och Barncancergalan, i synnerhet för sitt arbete med Youtube-kanalen.
Som artist gav Lundell i början av 2010-talet fram till 2016 ut ett flertal svenskspråkiga låtar som Jockiboi. Flera av dessa nådde topp-20 på Sverigetopplistan, varav två låtar – "Snapchat" och "Efterbralla" – har platinacertifierats. Sedan 2017 har han givit ut musik under namnet Joakim Lundell, där de sex första singlarna alla nådde topp-5 i Sverige. Den första av dessa, "All I Need", nådde plats ett på Sverigetopplistan och har platinacertifierats tre gånger. I juli 2018 gavs debutalbumet Feelings ut och under 2020 har Lundell släppt flera singlar, bland annat "Under Water" tillsammans med Dotter.
Lundell har medverkat i flera TV-serier på bland annat Viafree och Discovery+; i samband med bröllopet med Jonna Lundell 2016 producerades serien Jockiboi och Jonna i nöd och lust. 2017 och 2018 gav Lundell ut de självbiografiska böckerna Monster och Du är inte ensam. Lundell medverkade som programledare i ett flertal produktioner innan han 2019 regisserade Spökjakt som vann Kristallen 2020 för "Årets program". 2019 medverkade han som sommarpratare i Sommar i P1 och året därpå regisserade och programledde han det egna formatprogrammet Hide and Seek som sändes på Discovery+ och hade sin premiär på Youtube. Paret Joakim och Jonna Lundell har rankats som nummer ett av Medieakademin i dess lista över de svenskar som har störst inflytande på sociala medier – vilket innebär att de bedömdes vara störst sammantaget i räckvidd och att skapa engagemang – både 2017, 2018, 2021 och 2022.

## Bakgrund och privatliv
Lundell föddes 1985 som Joakim Alexander Karlsson i Vadstena och är son till Thomas Aarö och Annika Berg, ogift Karlsson. Han har fem yngre halvsyskon; två bröder på sin mors sida och två bröder och en syster på sin fars sida. Berg fick tidigt vårdnaden om sonen då hans far reste till Australien kort efter att han fötts. Som ung placerades Lundell i olika fosterhem och ungdomshem och bodde under en period i Ödeshög. Under en tid levde han som hemlös och i drogmissbruk och kriminalitet. Lundell fick i vuxen ålder diagnoserna Aspergers syndrom och ADD.
Efter att ha träffat Jonna Lundell 2011 flyttade han 2013 till Norrköping. Vid Guldtuben-galan 2016 friade han till henne och den 9 juli 2016 gifte de sig, och han tog då efternamnet Lundell. Den 28 oktober 2018 fick de sitt första barn, en dotter. Den 12 augusti 2020 föddes parets andra barn, en son. Den 17 mars 2025 föddes parets tredje barn, en son.

## Karriär

### 2010–2016: "Jockiboi", Youtube, TV- och realityserier
"Det blev som ett skydd för att skydda mig själv från personen jag var bakom. Många undrar om jag hatar Jockiboi i dag, men sanningen är att Jockiboi räddade mitt liv."
I medier blev Lundell först uppmärksammad under sitt alter ego "Jockiboi" år 2010, då han deltog i realityserien Kungarna av Tylösand som visades på Kanal 5. Inför serien upptäcktes han via sin kontroversiella blogg med innehåll såsom segmentet "Dagens runk", och där han öppet talade om att han använde kokain och andra droger. Han har i efterhand hävdat att han skämdes för inläggen. De följande åren efter Kungarna av Tylösand fortsatte Lundell sitt bloggande där han fortsatte sin extrema livsstil genom att bland annat spy, röka bajs och visa upp sig naken. Under den här perioden försökte han ta sitt liv vid flera tillfällen: "Jag hade bara kroppen, och om jag kom på något ännu sjukare att göra med den så kanske jag fick in 2.000 och klarade mig tre dagar till. Jag köpte mig tid. Och gick det dåligt kunde jag ta mitt liv. Jag hade redan försökt flera gånger så det fanns en acceptans för det i huvudet. Jag hade mentalt gått över den gränsen."
2011 medverkade Lundell i lekprogrammet 101 sätt att åka ur en gameshow och året därpå var han med i miniserien Den sista dokusåpan där Filip Berg, Cecilia Forss och Christian Wennberg var huvudrollsinnehavare.
2012 gav Lundell också ut låtarna "Vi dricker Redbull och vodka" och "Inget stoppar oss nu", följt av "Välkommen" 2014 utan någon större framgång. I juli 2015 gavs låten "Va' fan är det med mig" ut tillsammans med GMX. Detta blev Lundells första listframgång då den nådde plats 100 på Sverigetopplistan. Låten följdes av ytterligare tre låtar med GMX, där samtliga nådde topp-20 i Sverige. Två av låtarna, "Snapchat" och "Efterbralla", har platinacertifierats, medan låten "#FML" guldcertifierades. "Efterbralla", som var den sista av dessa låtar att ges ut, nådde som bäst plats 4 på Sverigetopplistan.
Under den första delen av 2010-talet startade Lundell upp kanalen "Jockiboi TV" på Youtube. Denna kanal, som senare bytte namn till "Lundell Pranks", hade 2016 över en halv miljon prenumeranter och var aktiv fram till december 2016. I juli 2014 gav han via denna kanal ut filmen Wicca, som inspirerades av skräckfilmen Blair Witch Project. Lundells största kanal, som han delar med sin fru Jonna Lundell, "Familjen Lundell" (tidigare "Jocke & Jonna") startades upp i mars 2015 och hade 2016 över 900 000 prenumeranter. Lundell har även en tredje Youtubekanal, "Joakim Lundell", där han lägger upp sin musik och klipp relaterande till sin musik. För sitt arbete på Youtube har han tilldelats flera priser. 2015 vann han priset "Årets stjärnskott" på Guldtuben. Året därpå tilldelades han priset "Årets dolda kamera" och var också nominerad till priset "Årets Youtuber". 2017 vann han fyra priser vid Guldtubengalan: i kategorierna "Årets Youtuber", "Årets video" ("Spökjakt – Frammegården"), "Årets musikklipp" ("All I Need") och "Årets serie" ("Spökjakt").
Inför Joakims giftermål med Jonna 2016 producerades realityserien Jocke och Jonna i nöd och lust som visades på TV3-play och Viafree. I oktober samma år hade serien Jockiboi och Jonna premiär, där man får följa parets vardag. Den 2 maj 2017 hade deras serie Jocke och Jonna möter premiär, som också den sändes på Viafree. I programmet gjorde de båda programledardebut och träffade bland andra Börje Salming, Tilde Fröling och Mikaela Laurén. Samma månad meddelade Lundell att han lagt ner sitt alter ego "Jockiboi".

### Musikkarriär som Joakim Lundell, självbiografier ochSpökjakt

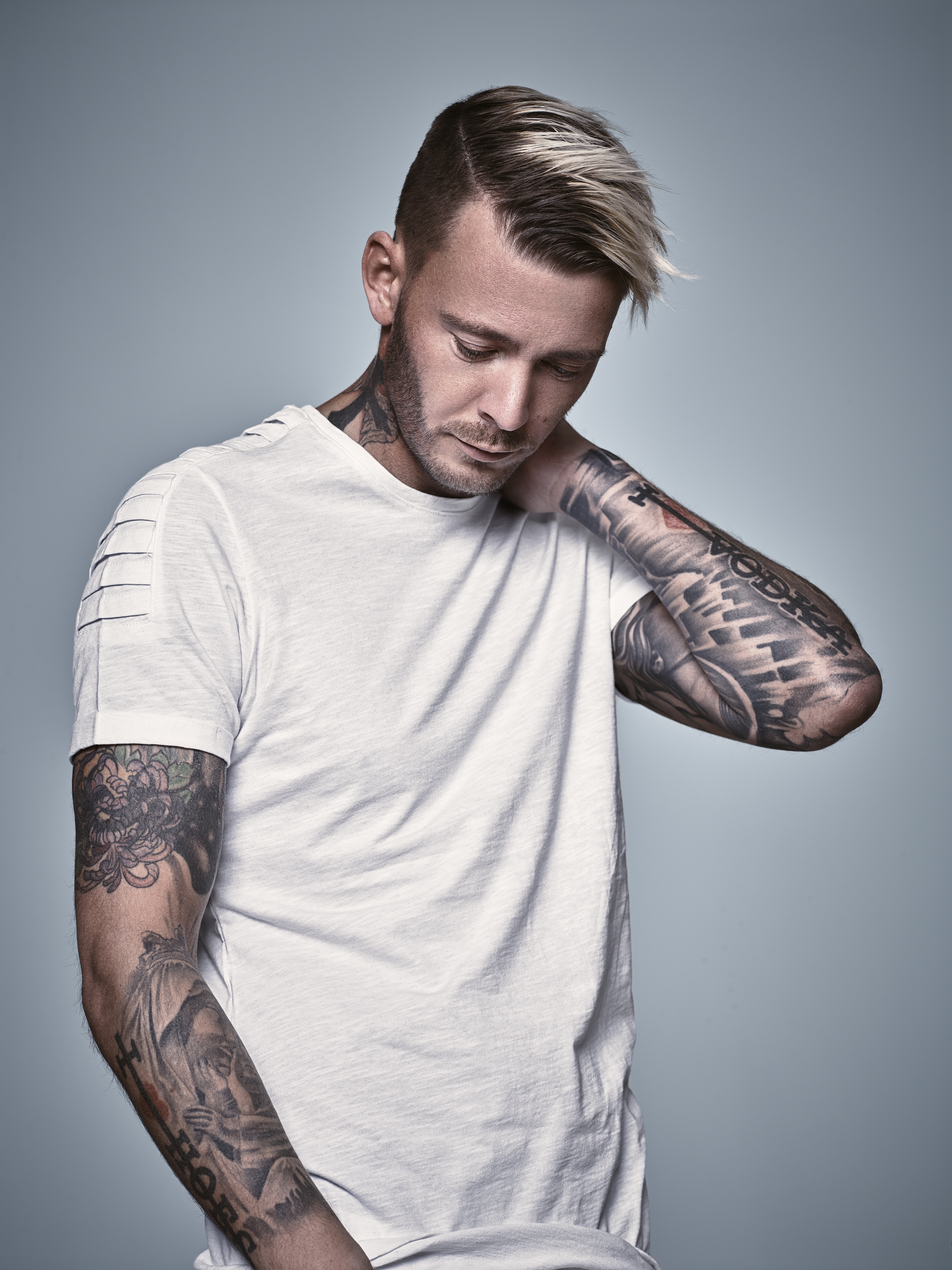
Lundell 2017.

I Medieakademins återkommande kartläggning över vilka svenskar som är störst på sociala medier har Joakim Lundell toppat listan både 2017 och 2018. 2019 rankades han som tvåa.
Under namnet Joakim Lundell gavs debutsingeln "All I Need" ut den 14 februari 2017. Låten var ett samarbete med Arrhult och gick direkt in som nummer 2 på Sverigetopplistan. Veckan därpå var den listetta och platinacertifierades till slut tre gånger. Totalt har "All I Need" tillbringat 43 veckor på Sverigetopplistan. I Norge nådde den som bäst plats 31. Låten slog också rekord på Spotify då den under ett och samma dygn streamades 561 000, vilket var flest streams någonsin för en låt på ett dygn i Sverige. Det musikaliska samarbetet med Arrhult fortsatte i de följande singlarna "My Addiction" och "Monster" som båda nådde en topp 5-placering i Sverige. Innan årets slut gavs också singlarna "Waiting For" samt "Only Human" med Sophie Elise ut. Även dessa nådde topp 5-placeringar i Sverige.
Den 9 oktober 2017 släppte Lundell självbiografin Monster tillsammans med Leif Eriksson och Martin Svensson. Under de två första dygnen förhandsbokades boken i 15 000 exemplar online, vilket var rekord för en bok som ännu inte givits ut. Denna bok följdes av ytterligare en självbiografisk bok, Du är inte ensam, som gavs ut 2018 med samma författare.
I juni 2019 meddelades det att Lundell var en av årets sommarpratare i Sommar i P1. Hans avsnitt sändes månaden därpå, den 12 juli. Mellan 2017 och 2019 medverkade Lundell i lekprogrammet Fångarna på fortet vid tre tillfällen. I början av mars 2020 var han under två dagar "mullvad" i dokusåpan Big Brother 2020 som sändes på C More.
Sedan juni 2019 sänds realityserien Familjen Lundell på Discovery+, där man får följa paret Lundells vardag. På samma plattform släpptes dokumentären Joakim Lundell – Jockiboi räddade mitt liv den 16 september samma år. Den 13 december 2019 hade serien Spökjakt premiär, där paret Lundell tillsammans med Tony Martinsson, Niklas Laaksonen och Andreas Österlund besöker platser i Europa för att undersöka olika spöklegender. Vid Kristallen 2020 vann Spökjakt i kategorin "Årets program". Den 20 juli 2020 hade ytterligare en serie om familjen Lundell premiär på Discovery+, Lundellhuset – Sveriges lyxigaste bygge.
I februari 2020 gavs låten "Under Water" ut tillsammans med Dotter. Låtens musikvideo regisserades av Rafael Edholm. Denna låt följdes i juni samma år upp av singeln "I Don't Need Your Love" som var ett samarbete med Black Gryph0n.
2020 rankades Joakim Lundell tillsammans med sin fru på tredje plats i Medieakademins Maktbarometern över de personer i Sverige med störst inflytande på sociala medier. Året därpå hamnade paret på första plats i Maktbarometern, och bedömdes alltså då ha störst inflytande i samma bedömning. Totalt har familjen Lundell toppat Maktbarometern fyra av de sju år listan publicerats.
Den 25 juni 2021 hade en tredje säsong av serien Spökjakt premiär på Discovery+, där teamet besökte fler påstått hemsökta platser i Sverige. Serafia Andersson, författare av spåkort och ockulta böcker var säsongens medium. Teamet reste till Målilla sanatorium, Norrsvedje gästgiveri, Stora Takstens, Blombacka herrgård, Verkön och Bogesunds slott. Vid Kristallen 2021 vann Spökjakt i kategorin "Tittarnas favoritprogram".

## Diskografi
Studioalbum
- 2018 – Feelings

## Filmografi
- 2010 – Kungarna av Tylösand (TV-serie)
- 2011 – 101 sätt att åka ur en gameshow (TV-serie)
- 2012 – Den sista dokusåpan (TV-serie)
- 2014 – Wicca
- 2016 – Jockiboi och Jonna i nöd och lust (TV-serie)
- 2016 – Jockiboi och Jonna (TV-serie)
- 2017 – Brynolf & Ljung: Street Magic (TV-serie)
- 2017–2019 – Fångarna på fortet (TV-serie)
- 2017 – Jocke och Jonna möter (TV-serie)
- 2019–2020 – Familjen Lundell (TV-serie)
- 2019 – Joakim Lundell – Jockiboi räddade mitt liv
- 2019–2024 – Spökjakt (TV-serie)
- 2020 – Big Brother (TV-serie)
- 2020–2022 – Lundellhuset – Sveriges lyxigaste bygge (TV-serie)
- 2020–2021 – Hide and Seek (TV-serie)
- 2022 – Feed (producent)
- 2023 – Masked Singer Sverige (TV-serie)
- 2023 – Canceled (producent)
- 2023 – Smartare än en femteklassare (TV-serie)
- 2024 – Förrädarna (TV-serie)
- 2024 – Idol (TV-serie)
- 2025 – Joakim – Ett övergivet barn (TV-serie)

## Priser och utmärkelser
| År   | Pris                                                                             | Resultat  | Ref    |
| ---- | -------------------------------------------------------------------------------- | --------- | ------ |
| 2015 | Guldtuben: Årets stjärnskott                                                     | Vann      | [ 36 ] |
| 2016 | Guldtuben: Årets Youtuber                                                        | Nominerad | [ 37 ] |
| 2016 | Guldtuben: Årets dolda kamera                                                    | Vann      | [ 37 ] |
| 2016 | Social Media Party: Årets Youtube                                                | Vann      | [ 38 ] |
| 2016 | Barncancergalan: Barnens pris                                                    | Vann      | [ 39 ] |
| 2017 | Guldtuben: Årets Youtuber                                                        | Vann      | [ 21 ] |
| 2017 | Guldtuben: Årets serie (Spökjakt på Youtube)                                     | Vann      | [ 21 ] |
| 2017 | Guldtuben: Årets video (Spökjakt – Frammegården på Youtube)                      | Vann      | [ 21 ] |
| 2017 | Guldtuben: Årets musikklipp (Joakim Lundell ft. Arrhult – All I Need på Youtube) | Vann      | [ 21 ] |
| 2017 | Guldtuben: Årets collab (med Let's Feast) (Pistolen mot huvudet på Youtube)      | Nominerad | [ 40 ] |
| 2017 | Guldtuben: Årets vloggare                                                        | Nominerad | [ 40 ] |
| 2017 | Guldtuben: Årets Snapchat                                                        | Nominerad | [ 40 ] |
| 2017 | Barncancergalan: Barnens pris                                                    | Vann      | [ 39 ] |
| 2019 | Modified Run: Best of Strömstad                                                  | Vann      | [ 41 ] |
| 2020 | Kristallen: Årets program (Spökjakt på Discovery+)                               | Vann      | [ 42 ] |
| 2020 | Medieakademin: Maktbarometern                                                    | Plats 3   | [ 33 ] |
| 2021 | Kristallen: Tittarnas favoritprogram (Spökjakt på Discovery+)                    | Vann      | [ 43 ] |
| 2021 | Medieakademin: Maktbarometern                                                    | Plats 1   | [ 7 ]  |
| 2022 | Medieakademin: Maktbarometern                                                    | Plats 1   | [ 44 ] |
| 2023 | Medieakademin: Maktbarometern                                                    | Plats 2   | [ 45 ] |